# 소화기 질환

2012년 인구 100만 명당 소화기 질환으로 인한 사망자 수
36-131
132-205
206-232
233-274
275-313
314-352
353-390
391-460
461-546
547-1109

소화기 질환(gastrointestinal disease)은 위장관, 즉 식도, 위, 소장, 대장 및 직장과 소화 보조 기관인 간, 담낭, 췌장에 관련된 질병을 말한다.

## 구강 질환
구강은 위장 시스템의 일부이므로 이 영역에 변화가 있으면 전신 질환과 위장 질환 모두의 첫 번째 징후가 될 수 있다. 지금까지 가장 흔한 구강 질환은 플라크 유발 질환(예: 치은염, 치주염, 충치)이다. 구강 증상은 종기, 염증, 궤양 및 균열의 패턴으로 소화관의 다른 곳에서 발생하는 병변과 유사할 수 있다. 이러한 징후가 있는 경우 환자는 항문 및 식도 병변이 있을 가능성이 더 높고 다른 장외 질병 징후를 경험할 가능성이 더 높다. 위장관의 다른 부분과 관련된 일부 질병은 다음을 포함하여 단독으로 또는 조합하여 구강에 나타날 수 있다.
- 위식도 역류 질환은 치아의 산성 침식과 구취를 유발할 수 있다.
- 가드너 증후군은 치아 맹출 실패, 과잉 치아 및 치아 낭종과 관련될 수 있다.
- 포이츠-예거 증후군은 구강 점막 이나 입술 또는 입 주변 피부에 검은 반점을 유발할 수 있다.
- 몇 가지 GI 질환, 특히 흡수 장애와 관련된 질환은 재발성 구강 궤양, 위축성 설염 및 구각염을 유발할 수 있다. 예를 들어 크론병은 입에만 관련된 경우 구강안면 육아종증이라고도 한다.
- Sideropenic 연하곤란은 설염, 각 구각염을 유발할 수 있다.[3]

## 식도 질환
식도 질환은 식도에 영향을 미치는 다양한 장애를 포함한다. 서구 국가에서 식도의 가장 흔한 상태는 위식도 역류 질환이며, 만성 형태에서는 바렛 식도로 알려진 식도 상피의 변화를 초래하는 것으로 생각된다. :863–865
급성 질환에는 식도염과 같은 감염, 부식성 물질 섭취로 인한 외상 또는 식도 정맥류, 보어하브 증후군 또는 말로리-바이스 증후군과 같은 정맥 파열이 포함될 수 있다. 만성 질환에는 젠커 게실과 같은 선천성 질환 및 식도이완불능증, 광범위식도연축, 식도협착을 포함한 식도 운동성 장애가 포함될 수 있다. :853, 863–868
식도 질환은 인후통, 토혈, 삼킴장애 또는 구토를 유발할 수 있다. 만성 또는 선천성 질환은 내시경 및 생검을 사용하여 조사할 수 있지만 역류와 같은 급성 질환은 증상 및 병력만으로 조사 및 진단할 수 있다. :863–867

## 위 질환
위 질환은 위장에 영향을 미치는 질환을 말한다. 모든 원인에 의한 감염으로 인한 위의 염증을 위염이라고 하며, 위장관의 다른 부분을 포함하는 경우 위장염이라고 한다. 위염이 만성 상태로 지속되면 위축성 위염, 유문 협착증, 위암을 비롯한 여러 질병과 관련이 있다. 또 다른 일반적인 상태는 위궤양, 소화성 궤양이다. 궤양은 위산으로부터 위 조직을 보호하는 위 점막을 침식한다. 소화성 궤양은 세균성 위나선균 감염에 의해 가장 흔하게 발생한다. 엡스타인-바 바이러스 감염은 위암을 유발하는 또 다른 요인이다.
소화성 궤양과 함께 토혈은 디울라포이 병변 및 위 전혈관 확장증을 포함하여 파열된 비정상적인 동맥 또는 정맥으로 인해 발생할 수 있다. 위의 선천성 장애에는 악성 빈혈이 포함되며, 이 경우 위의 벽세포에 대한 표적 면역 반응으로 인해 비타민 B12를 흡수할 수 없다. 위 질환이 유발할 수 있는 다른 일반적인 증상으로는 소화불량, 구토, 만성 질환의 경우 소화 장애로 인한 영양실조가 있다. :850–853 일상적인 검사 외에도 내시경 검사를 사용하여 위장을 검사하거나 생검을 할 수 있다. :848

## 장 질환
소장과 대장은 감염성, 자가면역성 및 생리학적 상태의 영향을 받을 수 있다. 장의 염증을 장염이라고 하며 이는 설사를 유발할 수 있다.
장에 영향을 미치는 급성 상태에는 감염성 설사와장간막 허혈이 있다. 변비의 원인에는 장폐색, 장폐색, 장폐색이 포함될 수 있다. 염증성 장 질환은 위장관의 다른 부분에 영향을 미칠 수 있는 크론병 또는 궤양성 대장염으로 분류되는 원인을 알 수 없는 상태이다. 질병의 다른 원인에는 장 가성폐쇄 및 괴사성 장염이 있다. :850–862, 895–903
장의 질병은 구토, 설사, 변비를 유발할 수 있으며 대변에 혈액이 섞이는 것과 같은 변질을 일으킬 수 있다. 대장내시경을 사용하여 대장을 검사하고 대변을 배양 및 현미경 검사를 위해 보낼 수 있다. 감염성 질환은 표적 항생제로 치료할 수 있으며 염증성 장질환은 면역억제제로 치료할 수 있다. 또한 수술은 장 폐쇄의 일부 원인을 치료하는 데 사용될 수 있다. :850–862
소장 벽의 정상적인 두께는 3~5 mm, 및 1–5 대장에서 mm. CT 스캔에서 국소적이고 불규칙하고 비대칭적인 위장관 벽 비후는 악성을 시사한다. 분절성 또는 미만성 위장관 벽 비후는 허혈성, 염증성 또는 감염성 질환으로 인한 경우가 가장 많다. 흔하지는 않지만 ACE 억제제와 같은 약물은 혈관부종과 소장 비후를 유발할 수 있다.

### 소장
소장은 십이지장, 공장, 회장으로 구성된다. 소화성 궤양은 십이지장에서도 흔히 발생한다. :879–884
자가면역 셀리악병, 감염성 열대성 스프루병, 선천성 또는 외과적 단장 증후군을 비롯한 만성 흡수 장애 질환은 소장에 영향을 미칠 수 있다. 소장에 영향을 미치는 기타 희귀 질환에는 컬링 궤양, 블라인드 루프 증후군, 밀로이병 및 휘플병이 있다. 소장 종양에는 위장관 기질 종양, 지방종, 과종 및 카르시노이드 증후군이 있다. :879–887
소장의 질병은 설사, 영양실조, 피로 및 체중 감소와 같은 증상을 나타낼 수 있다. 조사에는 철분 수치, 엽산 및 칼슘과 같은 영양 상태를 모니터링하기 위한 혈액 검사, 십이지장의 내시경 및 생검, 바륨 삼킴 등이 포함될 수 있다. 치료에는 영양 공급과 감염에 대한 항생제가 포함될 수 있다. :879–887

### 대장

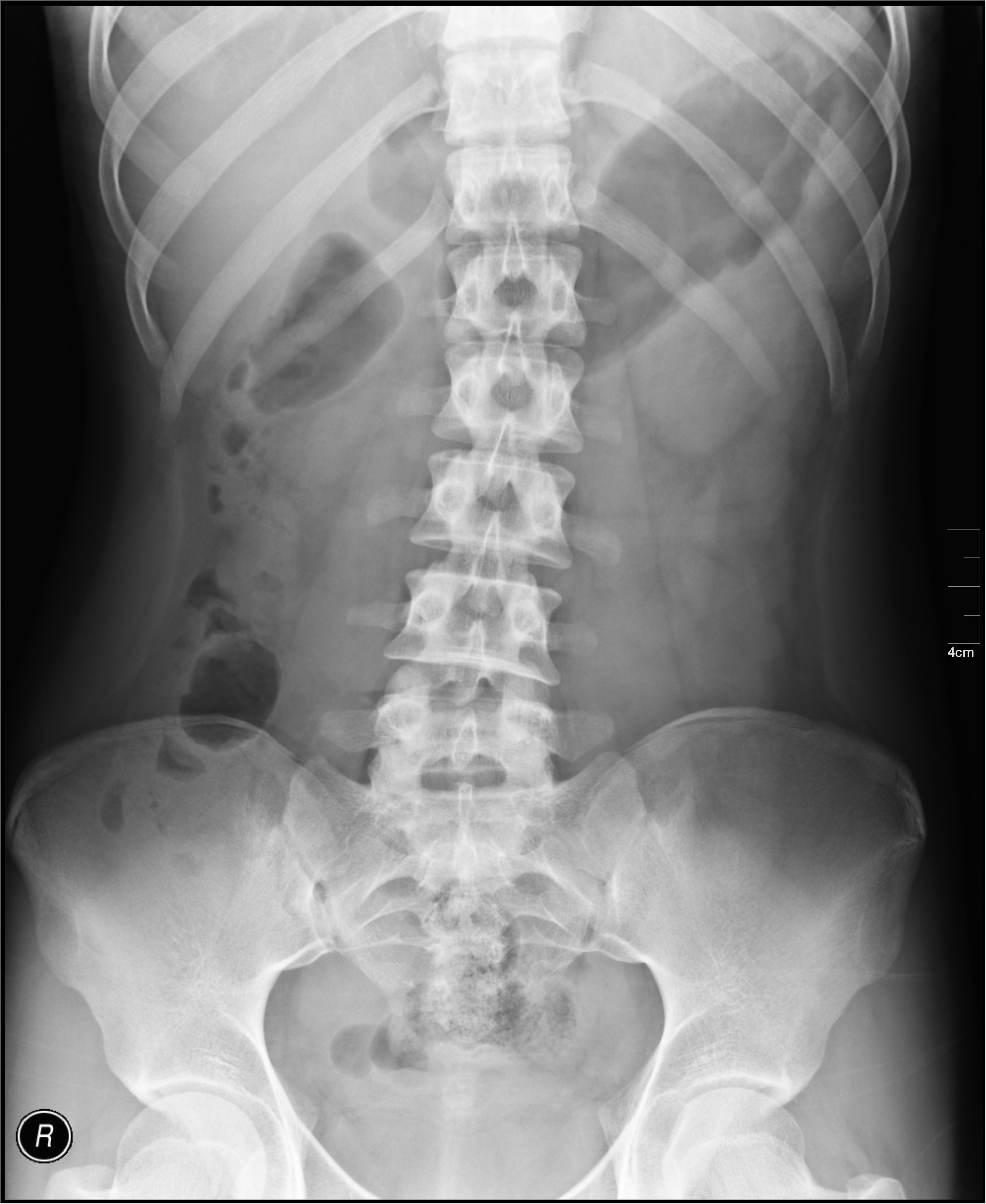
복부 엑스레이는 대장을 시각화하는 데 사용할 수 있다.

대장에 영향을 미치는 질병은 대장 전체 또는 일부에 영향을 미칠 수 있다. 충수염은 충수의 염증으로 인해 발생하는 대장의 질병 중 하나이다. 대장의 전신 염증을 대장염이라고 하며, 클로스트리디움 디피실리균에 의해 발생하는 경우 위막성 대장염이라고 한다. 게실염은 특히 결장에 영향을 미치는 배출로 인한 복통의 흔한 원인이다. 기능성 결장 질환은 과민성 대장 증후군 및 가폐색을 포함하여 알려진 원인이 없는 장애를 말한다. 변비는 생활 습관 요인, 직장의 딱딱한 변의 충격, 또는 신생아의 히르슈프룽병으로 인해 발생할 수 있다. :913–915
대장에 영향을 미치는 질병으로 인해 대변과 함께 혈액이 나올 수 있고, 변비가 발생할 수 있으며, 복통이나 열이 발생할 수 있다. 대장의 기능을 구체적으로 검사하는 검사에는 바륨 삼키기, 복부 엑스레이 및 대장 내시경 검사가 있다. :913–915

### 직장과 항문
직장과 항문에 영향을 미치는 질병은 특히 노인에게 매우 흔하다. 치질, 피부의 혈관 돌출은 항문 가려움증을 나타내는 항문 소양증과 마찬가지로 매우 일반적이다. 항문암과 같은 다른 상태는 궤양성 대장염 또는 HIV와 같은 성병과 관련될 수 있다. 직장의 염증은 직장염으로 알려져 있으며, 그 원인 중 하나는 전립선과 같은 다른 부위에 대한 방사선 요법과 관련된 방사선 손상이다. 변실금은 기계적 및 신경학적 문제로 인해 발생할 수 있으며 자발적인 배뇨 능력의 결여와 관련이 있는 경우를 폐쇄증 이라고 한다. 배변 시 통증은 항문 농양, 작은 염증이 있는 결절, 항문 균열 및 항문 누공으로 인해 발생할 수 있다. :915–916
직장 및 항문 질환은 무증상일 수 있으며, 배변 시 통증, 대변에 신선한 혈액, 불완전한 배변 느낌 또는 연필처럼 얇은 변이 나타날 수 있다. 정기 검사 외에도 항문과 직장을 조사하는 데 사용되는 의료 검사에는 직장수지검사와 직장경 검사가 있다.

## 보조 소화선 질환

### 간
간 질환은 간에 영향을 미치는 질환을 말한다. 간염은 간 조직의 염증을 말하며 급성 또는 만성일 수 있다. A, B, C형 간염과 같은 전염성 바이러스성 간염은 전 세계적으로 (X)백만 명이 넘는 사람들에게 영향을 미친다. 간 질환은 지방간 및 NASH 와 같은 생활 습관 요인의 결과일 수도 있다. 알코올성 간 질환은 또한 알코올성 간염을 유발할 수 있는 만성 알코올 사용의 결과로 발생할 수 있다. 간경변증은 알코올이나 바이러스성 간염에 의해 영향을 받는 것과 같이 만성 염증이 있는 간에서 만성 간 섬유증의 결과로 발생할 수 있다. :947–958
간농양은 종종 급성 질환이며 일반적인 원인은 화농성 및 아메바성이다. 간경변증과 같은 만성 간질환은 간부전의 원인이 될 수 있으며, 간이 만성 손상을 보상할 수 없고 신체의 대사 요구를 충족시키지 못하는 상태이다. 급성 환경에서 이것은 간성 뇌병증과 간신증후군의 원인이 될 수 있다. 만성 간 질환의 다른 원인은 혈색소 침착증, 윌슨병, 자가면역 간염, 원발성 담즙성 간경변과 같은 유전적 또는 자가면역 질환이다. :959–963, 971
급성 간 질환은 드물게 통증을 유발하지만 황달을 유발할 수 있다. 감염성 간질환은 발열을 유발할 수 있다. 만성 간 질환은 복부에 체액 축적, 피부 또는 눈의 황달, 면역억제, 여성화를 초래할 수 있으며 멍이 들이 쉬워질 수도 있다. 문맥압항진증이 종종 나타나며, 이로 인해 식도정맥류 및 치질과 같이 신체의 많은 부분에서 팽창된 정맥이 나타날 수 있다. :959–963, 971–973
간 질환을 조사하기 위해 개인의 가족력, 위험이 있는 지역으로의 여행, 알코올 사용 및 음식 소비에 관한 병력을 포함할 수 있다. 간 질환의 증상을 조사하기 위해 건강 검진을 실시할 수 있다. 혈액 검사, 특히 간 기능 검사가 사용될 수 있으며, 혈액 내 간염 바이러스의 존재를 조사하기 위해 기타 혈액 검사가 사용될 수 있으며 초음파가 사용될 수 있다. 복수가 있는 경우 복액에서 단백질 수치를 검사할 수 있다. :921, 926–927

### 췌장
소화에 영향을 미치는 췌장 질환은 소화에 관여하는 췌장의 일부인 외분비 췌장에 영향을 미치는 질환을 말한다.
외분비 췌장의 가장 흔한 상태 중 하나는 급성 췌장염이며, 대부분의 경우 담석이 담도의 췌장 부분에 영향을 미치거나 급성 또는 만성 위험한 알코올 사용 또는 부작용으로 인해 발생한다. ERCP의 다른 형태의 췌장염에는 만성 및 유전성 형태가 있다. 만성 췌장염은 췌장암에 걸리기 쉬우며 알코올 사용과 밀접한 관련이 있다. 췌장에 영향을 미치는 다른 희귀 질환으로는 췌장 가성낭종, 외분비 췌장 기능 부전, 췌장 누공 등이 있다. :888–891
췌장 질환은 증상이 있거나 없이 나타날 수 있다. 급성 췌장염 과 같은 증상이 발생하면 급성 발병, 심한 복통, 메스꺼움 및 구토로 고통받을 수 있다. 심한 경우 췌장염으로 인해 급격한 출혈과 전신 염증 반응 증후군 이 발생할 수 있다. 췌장이 췌관 을 폐쇄하는 췌장암과 같이 소화 효소를 분비할 수 없는 경우 황달이 발생한다. 췌장 질환은 복부 엑스레이, MRCP 또는 ERCP, CT 스캔 및 아밀레이스 및 라이페이스 효소 측정과 같은 혈액 검사를 통해 조사할 수 있다. :888–894

### 담낭 및 담도
간 담도계의 질병은 지방의 소화를 돕기 위해 담즙을 분비하는 담도에 영향을 미친다. 담낭 및 담관의 질병은 일반적으로 식이와 관련되며, 담낭(담석) 또는 총담관(총담관결석증)에 영향을 미치는 담석 형성을 포함할 수 있다. :977–978
담석은 담낭염이라고 하는 담낭 염증의 일반적인 원인이다. 담관의 염증은 담관염이라고 하며, 이는 원발성 경화성 담관염과 같은 자가 면역 질환 또는 상 담관염과 같은 세균 감염의 결과와 관련될 수 있다. :977–978, 963–968
담즙 가지의 질병은 특히 눌렀을 때 오른쪽 위 복부에 통증을 유발할 수 있다. 질병은 초음파나 ERCP를 사용하여 조사할 수 있으며 항생제나 UDCA와 같은 약물로 치료하거나 수술적으로 담낭을 제거하여 치료할 수 있다. :977–979

## 같이 보기
- 위장관계
- 위장출혈